# Tweaked
Tweaked es el quinto álbum de estudio de la banda de rock estadounidense Enuff Z'Nuff y primero lanzado en una compañía independientemente.
La banda había sido anteriormente presentada como una banda de Glam Rock en los tiempos de gloria del Grunge. Por ello, Enuff Z'nuff lucharon por conseguir un sonido distinto dentro del panorama musical. Y aunque los sencillos "Bullet From A Gun" y "Life Is Strange" se inclinan hacia un sonido alternativo moderno, este álbum también cuenta con temas como "My Heroin", "Without Your Love", y "How Am I Supposed To Write A Love Song" que fueron encasillados en más de un estilo blues-roquero.
El resto de las canciones de Tweaked no se desviaban mucho de la fórmula utilizada en los álbumes anteriores de Enuff Z'Nuff. Cortes como "My Dear Dream", "We're all alright," y "Has Jesus closed his eyes" muestran claramente sus influencias de Electric Light Orchestra, Cheap Trick o The Beatles.
Sin embargo, "Tweaked" marca un cambio notable en el estilo, que deja a la guitarra sin el papel predominante que había mostrado hasta ahora. Una causa puede ser la salida de Derek Frigo de la banda.
Tweaked fue concebido originalmente para ser la mitad de un doble álbum japonés. Sin embargo, posteriormente se dividieron las sesiones en dos discos. El otro fue reeditado posteriormente como "Seven",  en 1997.  La portada varía en algunas copias de este disco debido a la controvertida imagen de una procesión funeraria irlandesa que se ve en la versión original.
Tweaked también marca el regreso del guitarrista original Gino Martino a la banda, aunque pronto dejaría el grupo de nuevo por desavenencias respecto a la gira del álbum. Aun así, Martino continuó grabando material de estudio de vez en cuando con la banda. El álbum finalmente fue relanzado en 2000 y 2008.

## Lista de canciones
Todos los temas escritos por Chip Z'Nuff y Donnie Vie, excepto las que no emparentan..
1. "Stoned"
2. "Bullet From A Gun"
3. "Mr. Jones" (Ricky Parent, Vie)
4. "My Dear Dream" (Vie)
5. "Life Is Strange" (Vie)
6. "Without Your Love"
7. "We're All Alright"
8. "It's Too Late"
9. "If I Can't Have You"
10. "Has Jesus Closed His Eyes"
11. "Style"
12. "My Heroin" (Z'Nuff)
13. "How Am I Supposed To Write A Love Song?" (Parent, Vie, Z'Nuff)

## Miembros
- Donnie Vie – voz líder, guitarra rítmica y teclado
- Chip Z'Nuff – bajo y coros
- Gino Martino – guitarra líder
- Ricky Parent – batería

## Miembros Adicionales
- Derek Frigo – guitarra líder (Tracks 10 & 11)
- Norton Buffalo – armónica
- Bruce Breckenfield – piano
- Vikki Foxx – batería (Track 11)
- Phil Miller - guitarra líder (Tracks 3 & 6)
- Zak Mischer – guitarra líder (Tracks 2 & 12)

## Producción
- Producción - Todos los temas producidos Chip Z'Nuff y Donnie Vie, excepto el Track 11 (Producción adicional por Paul Lani) y el Track 12 (producido por Chris Shepard).
- Mezcla – Eric Gast, Paul Lani, Paul Shepard, Chris DeMonk
- Ingenieros – Chris Shepard, Jeff Luif, Phil Bonanno, Chris DeMonk, Stefon Taylor, Tom Lipnick, Johnny K, Don Grayless, Bub Phillippe, Jim Hoffman y Mike Tholen
- Masterización- Brian Lee